# Bob van Asperen
Bob van Asperen est un musicien néerlandais né à Amsterdam le 8 octobre 1947. Il est claveciniste, organiste, chef d'orchestre et spécialiste de la musique ancienne.

## Biographie
Après des études musicales classiques à l'université, il se perfectionne au clavecin auprès de Gustav Leonhardt. En 1968, il entre dans le groupe Quadro Hotteterre dont il reste membre jusqu'en 1984. Il termine ses études avec succès en 1972 après avoir terminé sa formation à l'orgue au conservatoire d’Amsterdam auprès d'Albert de Klerk. Ensuite, il prend un poste d'enseignant au Conservatoire royal de La Haye, puis succède à Gustav Leonhardt au conservatoire d'Amsterdam, en tant que professeur de clavecin et de basse continue.

## Discographie
- Georg Friedrich Händel, Intégrale des Sonates pour un instrument à vent et basse continue, avec Bruce Haynes, Anner Bylsma et Hans Jürg Lange (1974, Philips)
- Jean-Sébastien Bach, Sonatas for Viola da Gamba (BWV 1027-1029), Johann Christoph Friedrich Bach, Sonata in A, avec Anner Bylsma (1990, Sony Classical)
- Anthoni van Noordt, Jan Pieterszoon Sweelinck, Johann Adam Reinken, Pieter Bustijn, The Harpsichord In The Netherlands (1580-1712) (1990, Sony Classical)
- Antonio Soler, Complete Works for Harpsichord (1992, Astrée)
- Jean-Sébastien Bach, The Concertos for Two Harpsichords (BWV 1060-1062), Bob van Asperen, Gustav Leonhardt et Melante Amsterdam (1995, EMI Classics)
- Georg Friedrich Händel, The Great Harpsichord Works (1996, Sony Classical)
- Jean-Sébastien Bach, English Suites (1999, Brilliant Classics)
- Jean-Sébastien Bach, Well Tempered Clavier Book (2002, Angel Records)
- Jean-Sébastien Bach, Toccatas, BWV 910-916 (2002, Elektra/Wea)
- Johann Jakob Froberger, Hommage à l'Empereur (2006, Aeolus)
- Johann Jakob Froberger, Pour passer la mélancolie (2006, Aeolus)
- Jean-Sébastien Bach, Ciaccona (2006, Aeolus)
- Jean-Sébastien Bach, English Suites (2006, Brilliant Classics)
- Johann Jakob Froberger, Complete Fantasias, Canzonas e Toccatas (2007, Aeolus)
- Jan Pieterszoon Sweelinck, The Complete Keyboard Works (2007, NM Classics)
- Louis Couperin, Louis Couperin Edition, Vol. 1: Preludes de Mr. Couperin (2007, Aeolus)
- Jean-Sébastien Bach, Concertos for solo harpsichord, avec Melante Amsterdam (2008, Virgin Classics)
- Jean-Sébastien Bach, Goldberg Variations, Toccatas (2009, Virgin Classics)
- Johann Jakob Froberger, Ricercar (2009, Aeolus)
- John Bull, Music for harpsichord (2010, Teldec)